# Хидры (Дрогичинский район)
Хидры (бел. Хідры) — деревня в Дрогичинском районе Брестской области Белоруссии. Входит в состав Попинского сельсовета.

## География
Деревня находится в южной части Брестской области, к югу от Днепровско-Бугского канала, при автодороге Н-671, на расстоянии приблизительно 17 километров (по прямой) к югу от города Дрогичина, административного центра района. Абсолютная высота — 144 метра над уровнем моря. Площадь населённого пункта — 0,6972 км².

## История
Основана выходцами их деревни Дружиловичи Ивановского района.

## Население
По данным переписи 2019 года, в деревне проживало 56 человек.
| Год  | Население, человек |
| ---- | ------------------ |
| 1940 | 183                |
| 1959 | ↗ 205              |
| 1970 | ↗ 260              |
| 1995 | ↘ 116              |
| 2005 | ↘ 89               |
| 2009 | ↘ 69               |
| 2019 | ↘ 56               |